# Shirazeh Houshiary

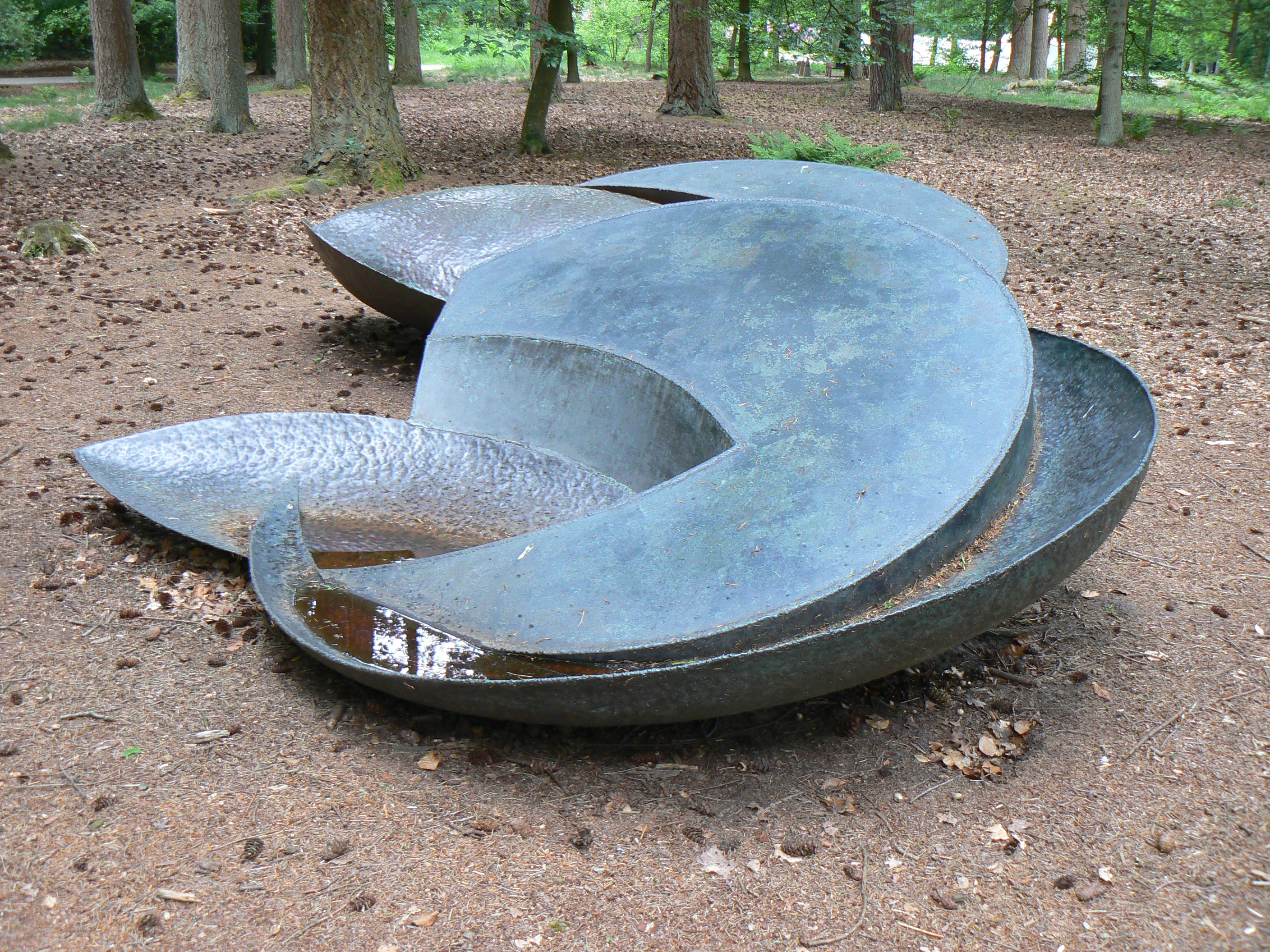
Angel with ten thousand wings i Kröller-Müllermuseets skulpturpark.

Shirazeh Houshiary, född 15 januari 1955 i Shiraz i Iran, är en iransk skulptör.
Shirazeh Houshiary växte upp i Iran och flyttade 1973 till Storbritannien. Hon utbildade sig på Chelsea School of Art and Design i London 1976–79 och vid Cardiff College of Art i Cardiff 1979–80. Hon hade sin första separatutställning 1980 i Chapter Arts Centre i Cardiff och representerade Storbritannien vid Venedigbiennalen 1982 och också 1993.  
Shirazeh Houshiary bor och arbetar sedan 1974 i London. Tillsammans med Tony Cragg, Richard Deacon, Richard Wentworth, Anish Kapoor, Rachel Whiteread och Bill Woodrow räknas hon till konstströmningen New British Sculpture.

## Verk i urval
- The Earth is an Angel (1987), Tate Gallery i London
- Angel with ten thousand wings (1988), Kröller-Müllermuseets skulpturpark i Otterlo
- Isthmus (1992), Lisson Gallery i London
- The Extended Shadow (1994), Cass Sculpture Foundation
- Hum (2001), UBS Bank:s atrium i City i London
- Breath (2003), Stiftskyrkan St. Bonifatius i Warendorf-Freckenhorst
- Playground (2004), Londen-Peckham
- Tower (2004), Battery Park i New York
- Bloom (2006)[1] i Tokyo
- East Window (2008), St. Martin in the Fields i London
- Undoing the Knot (2008)[2], Lissonstreet i London

## Bildgalleri

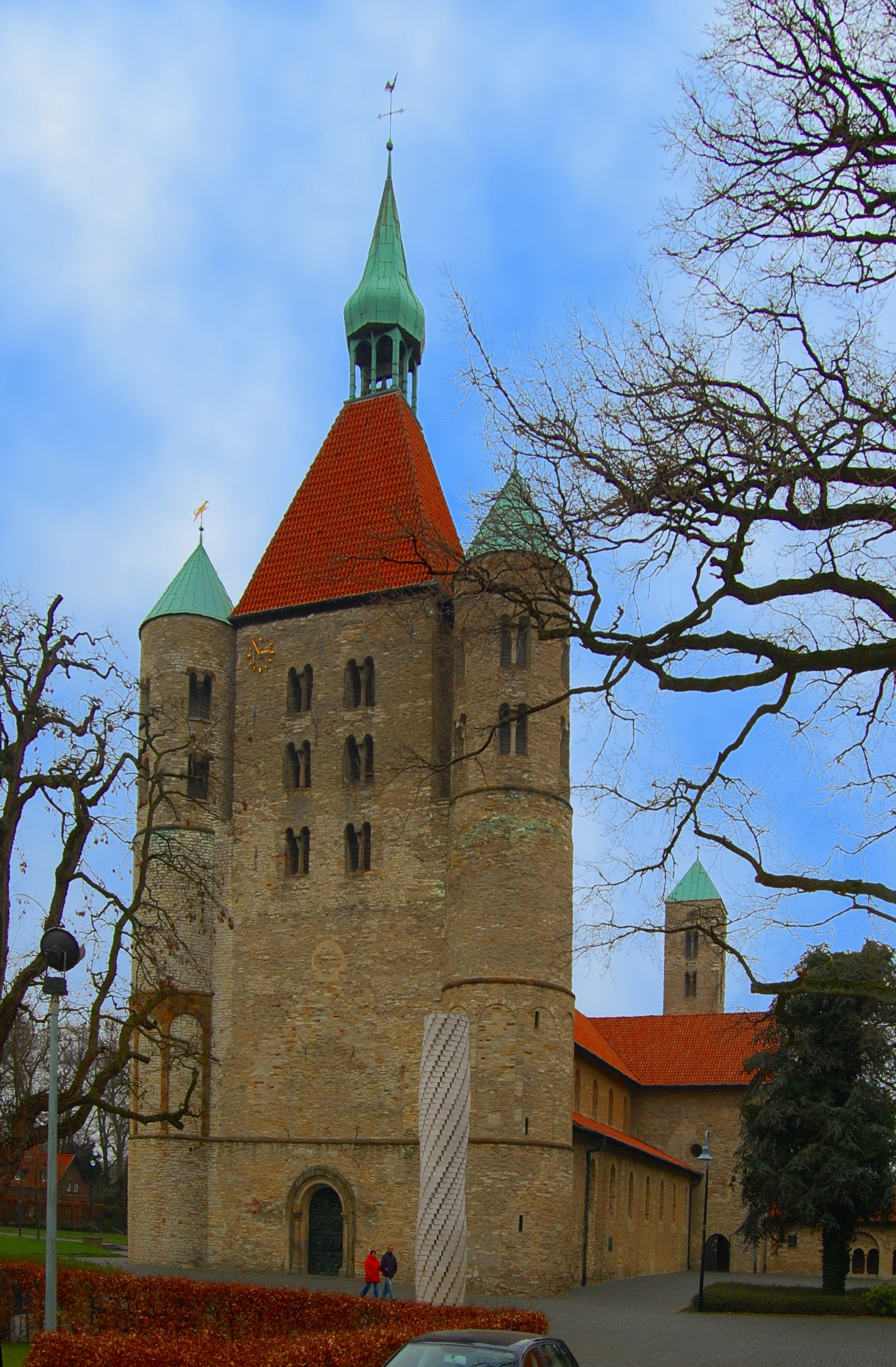
Breath (2003)
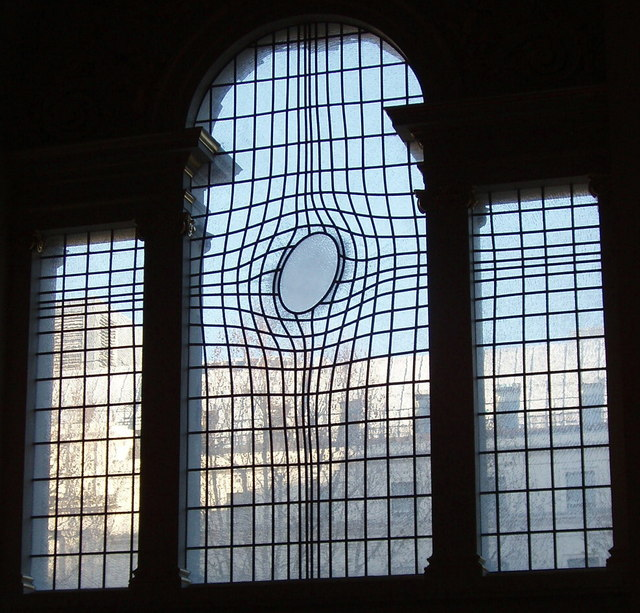
East Window (2008)